# L’age d’or
L’Age d’Or (französisch für das Goldene Zeitalter) war ein Independent-Label aus Hamburg, das von 1988 bis 2007 aktiv war. Seine Veröffentlichungen im Umkreis der Hamburger Schule hatten mit Die Sterne und Tocotronic Mitte der 1990er-Jahre den größten Erfolg.

## Geschichte
Carol von Rautenkranz und Pascal Fuhlbrügge lernten sich durch Musikberichte, die sie für das Comic-Fanzine Eisbrecher schrieben, kennen und gründeten am 6. Juni 1986 die Agentur L’Age d’Or, die eine alle drei Monate (unter dem Motto Hamburg zuzüglich der Jahreszahl) in Altona stattfindende Festivalreihe organisierte. Zwischenzeitlich bauten von Rautenkranz und sein Bruder Chris von Rautenkranz ein Tonstudio auf und erstellten den Kassetten-Sampler Vorwärts Hamburg '87. 1988 gründeten sie das Label L’Age d’Or. Die erste Platte, die sie herausbrachten, war Fishing for Compliments von Die-Gants, der Band von Carol von Rautenkranz. Danach veröffentlichten sie Der endgültige Abschluß des Erdgasröhrengeschäftes!, das Album der Band Der schwarze Kanal, in der Eike Bohlken und Andre Rattay spielten, die später mit Jochen Distelmeyer die Band Blumfeld gründeten. Das dritte Album war das Debüt der Band Kolossale Jugend, Heile Heile Boches.
Nach einiger Zeit gab es die ersten Mitarbeiter, und es kam Thorsten „Taucher“ Weßel von der Band Ostzonensuppenwürfelmachenkrebs zum Team, der später auch Teilhaber wurde, während Pascal Fuhlbrügge nach fünf Jahren Zusammenarbeit ausschied. Die Veröffentlichungen waren vor allem geprägt von der Hamburger Schule und hatten mit Die Sterne und Tocotronic Mitte der 1990er auch finanziellen Erfolg. 1994 wurde das Unterlabel Ladomat2000 für elektronische Musik und der Gold Musikverlag gegründet.
L’Age d’Or und Ladomat2000 stellten 2007 aufgrund von Liquiditätsproblemen die Arbeit ein.

## L’Age d’Or-Künstler
- beigeGT
- Boxhamsters
- Carnival of Souls
- Concord
- Das Neue Brot
- Der schwarze Kanal
- Die Aeronauten
- Die-Gants
- Die Regierung
- Die Sterne
- Eagle Seagull
- Fink (bis 2001)
- Guz
- Hallelujah Ding Dong Happy Happy!
- Huah!
- Jonas
- Schorsch Kamerun
- Kissin Cousins
- Kolossale Jugend
- Mastino
- Milch
- Ostzonensuppenwürfelmachenkrebs
- Leichter Teile
- Hans Platzgumer
- Pop Goes The Pope
- Richard von der Schulenburg
- Spillsbury
- Stella
- Superpunk
- The Robocop Kraus
- Tilman Rossmy
- Timid Tiger
- Tocotronic (seit 2007 bei Universal Music)
- Trashmonkeys
- Von Spar
- We Smile
- Workshop
- Arne Zank

## Ladomat2000-Künstler
- Arj Snoek
- Commercial Breakup
- Eric D. Clark
- Egoexpress
- Forever Sweet
- Milch
- Netto Houz
- Phantom/Ghost
- Sensorama
- Subtle Tease
- Turner
- Whirlpool Productions
- Remute